# Гюнтер (архієпископ Кельна)
Гюнтер (нім. Gunthar; д/н — 8 липня 873) — 5-й архієпископ Кельна в 850—863 роках.

## Життєпис
Син Герульфа Старшого, графа Західної Фризії, та доньки Вали, абата Корвейського монастиря. Остання була родичкою впливового церковного діяча Гільдуїна, абата монастиря Сен-Дені. Здобув гарну освіту, насамперед зі знання церковних канонів, Біблії.
850 року стає архієпископом Кельна після укладання мирової угоди між Гільдуїном і Лютбертом. Також отримав впливову посаду архікапелана. Виступав проти передачі суфраганської єпархії Бремена до архієпископства Гамбурга.
860 року був присутній на зустрічі франкських володарів Карла II, Лотаря II і Людовика II в Кобленці, де вирішувалося питання спадкоємства в королівстві Лотарингія. Того ж року мусив підкоритися остаточному рішенню папи римського Миколая I щодо передачі Бременського єпископства до Гамбурзької єпархії.
Згодом займався питанням розлучення Лотаря II з дружиною Теутбергою. Три синоди в Аахені 860 і 862 року не дали результату, оскільки спочатку Теутберга визнала подружню зраду, але потім втекла під захист Західнофранкського королівства. Лише синод в Меці 863 року остаточно дозволив розлучення короля і його шлюб з коханкою Вальдрадою (родичкою Гюнтера). На усіх синодах головував Гюнтер. Втім у жовтні 863 року Гюнтера разом з Теутгавдом, архієпископом Тріра, було запрошено до Риму, де їх було позбавлено посад та відлучено від церкви за дозвіл на розлучення. Гюнтер не визнав цього рішення, залишившись на Кельнській кафедрі. Але він втратив підтримку місцевого духівництва, а потім й Лотаря II. В результаті адміністратором став Гільдуїн Камбрейський при номінальному архієпископі Гуго, стриєчному братові Карла II, короля західнофранкського.
864 року Гюнтер рушив до Риму, щоб домогтися скасування рішення про позбавлення себе архієпископства. Втім зазнав там невдачі. 867 року після смерті папи римського Миколая I знову спробував повернути собі посаду. 869 року папа римський Адріан II скасував відлучення Гюнтера, але не повернув тому посаду Кельнського архієпископа. Зрештою 870 року Гюнтер визнав Вілліберта новим архієпископом. Помер Гюнтер 873 року.